# Александър Протогеров
Александър Николов Протогеров е български офицер (генерал-лейтенант), политик и революционер. Той е сред най-значимите личности в освободителното движение на македонските българи, като последователно заема ръководни позиции във Върховния македоно-одрински комитет, Вътрешната македоно-одринска революционна организация и Вътрешната македонска революционна организация. Използва псевдоними като Люба, Аминов, Ангел Летов, Вълчан, Дядо Ангел, Илия, Хралупата. Негов личен архивен фонд се съхранява в Държавна агенция „Архиви“.

## Биография

### Ранни години
Александър Протогеров е роден на 28 февруари 1867 година в Охрид. На 5 октомври 1882 година постъпва на военна служба. Учи във Военното на Негово Княжеско Височество училище и като юнкер е доброволец в Сръбско-българската война (1885). През 1887 година завършва Военното училище и на 27 април е произведен в чин подпоручик и назначен на служба в пехотата. Служи във 2-ри пехотен искърски полк и 9-и резервен пехотен полк. На 18 май 1890 година е вече поручик. На 2 август 1894 година става капитан и служи като адютант в 1-ва бригада на 5-а пехотна дунавска дивизия. Служи в Русе, където е ръководител на Българските освободителни братства и помощник на местното македоно-одринско дружество. По-късно служи като командир на дружина от 32-ри пехотен загорски полк и като началник на 32-ро полково военно окръжие.

### Участие в националноосвободителната борба
Става член на Върховния македоно-одрински комитет. При разкола на организацията застава на страната на Иван Цончев. В 1902 година, в навечерието на Горноджумайското въстание излиза в редовен полагаем отпуск, а след изтичането му подава заявление за излизане в запас и участва във въстанието.
От 1 януари 1903 година капитан Протогеров временно преминава в запаса. Ръководи чета в Малешевско, Петричко, Поройско и други.
Начело на голяма и добре въоръжена чета, предназначена за Охридския край, между 12 и 14 април 1903 година води тежък бой с многобройна турска войска недалеч от границата край Габрово, където е ранен и изнесен от огневата линия от поручик Илия Балтов. В сражението при Габрово загиват Софроний Стоянов, Димитър Милев и Борис Сугарев.
На 5 август 1903 година по инициатива на Александър Протогеров в София 14 бежански македонски братства основават Върховна (Обща) емигрантска комисия с председател Александър Протогеров, подпредседател Лазар Иванов Лазаров от Разложкото братство, секретари Евтим Спространов и Георги Разлогов и съветник Владимир Руменов, на мястото на разпуснатия през януари Върховен комитет. Като временен председател на Върховната комисия на македонските братства и като лидер на върховистите цончевисти през лятото на 1903 година Протогеров се среща с пристигналия в София организатор на сръбската пропаганда в Македония Светислав Симич.
След Илинденско-Преображенското въстание Протогеров, който е най-убеден и последователен привърженик на идеята за разбирателство между Върховния комитет и ВМОРО, установява контакти със задграничните представители на ВМОРО Христо Татарчев и Христо Матов. Първоначално двамата задгранични представители са склонни към сътрудничество, но впоследствие се отдръпват, тъй като на 14 октомври съвещание на дейци на ВМОРО в София решава, че въпросът за сътрудничество с върховистите ще се решава от окръжните и от Централния комитет, а не от Задграничното представителство.
През 1904 – 1905 година Протогеров е отново в армията. От пролетта на 1905 организира четите на ВМОК в Серския революционен окръг в борбата им с турците и санданистите. През април 1905 година прави опит да премине Вардара и да навлезе в Западна Македония, но четата му е спряна и обезоръжена от войводата на Струмишкия окръг Христо Черновеев. По настояване на ВМОРО през ноември 1905 година върховистите прекратяват дейността си в Македония и Протогеров се връща на служба в армията с чин майор. По-късно защитава бившите си съратници, повечето от които вече покойници, когато Македонският научен институт започва да издава спомени на дейци на ВМОРО в средата на 20-те години на XX век, в които силно се критикува дейността им.
В годините 1910 – 1912 година подполковник Протогеров заедно с подполковник Климент Кръстев, майор Петър Дървингов и майор Борис Дрангов застава начело революционната група от дейци, принадлежащи към бившия Върховен комитет.
В 1911 година става полковник и е избран за запасен (резервен) член на Централния комитет на ВМОРО, а след убийството на Христо Чернопеев в 1915 година е редовен член на ЦК.

### Участие във войните за национално обединение
С обявяването на мобилизацията през 1912 година е назначен за началник-щаб на партизанските формирования за действие в тила на турската армия, за което организира около 60 чети. По-късно този щаб е преобразуван в Щаб на Македоно-одринско опълчение с командир генерала от запаса Никола Генев. Александър Протогеров като пръв негов заместник и командир на Трета опълченска бригада в Балканската война, участва в пленяването на корпуса на Явер паша. Награден е с орден „За храброст“ IV и III степен. През Междусъюзническата война (1913) с бригадата си действа срещу сърбите и черногорците при Султантепе.
След избухването на Първата световна война (1915 – 1918) Протогеров заедно с други дейци на ВМОРО активно работи за намеса на България на страната на Централните сили. Протогеров участва активно във формирането на 11-а пехотна македонска дивизия и става командир на нейната 3-та пехотна бригада. Участва в сраженията при Криволак, Градец и Богданци. В 1916 година участва във формирането на Планинската дивизия и става неин командир, на 1 април 1917 е произведен в чин генерал-майор, а по-късно поема командването на Моравската военноинспекционна област (1917) и началник на българските войски в Моравско, (Източна Сърбия). През 1917 г. участва в потушаването на въстанието в Моравско, след това е началник на Дирекцията за стопански грижи и обществена предвидливост (ДСГОП). През 1918 година е комендант на София и ръководи потушаването на Владайското въстание.
Назначен е за директор на Дирекцията за стопански грижи и обществена предвидливост, която е пръв опит за държавно планиране в условията на война.

## Революционна дейност във ВМРО

### В ЦК на ВМРО с Тодор Александров и Петър Чаулев
След войните за национално обединение в 1918 година участва в дейността на македонските бежански братства. Представител е на Охридското братство на Учредителния събор на Съюза на македонските емигрантски организации, проведен в София от 22 до 25 ноември 1918 година.
Заедно с Тодор Александров залягат за присъединяване на Македония към България и изпращат меморандуми до Великите сили, което ги вкарва в конфликт с Временно представителство на бившата ВМОРО. В началото на 1919 година с окръжно участва във възстановяването ВМРО се включва в ръководството на организацията в ЦК с Тодор Александров и Петър Чаулев, като отговаря за четническата дейност във вътрешността на Македония. На 4 ноември Протогеров и Александров са арестувани заедно с депутати, редактори на вестници и други като виновници за войната. Първо Александров, а по-късно и Протогеров с помощта на войводата Михаил Радев успява да избяга от затвора.

През април 1920 година Протогеров последователно посещава Австрия, Унгария, Албания, като договаря подкрепа и съвместни действия срещу Югославия. По въпросите за автономия и независимост на Македония, отговаря на д-р Христо Татарчев така: 
| „ | ... наш дълг е да участваме в обществените работи, толкова повече че според моето схващане македонският въпрос е български въпрос, защото Македония в голямото си болшинство е населена с българи и аз съм от тия българи. | “ |

Въпреки напредналата си възраст застава начело на чета през юли 1920 година в Битолско. Като ръководител на Битолския революционен окръг на ВМРО в Тирана през 1921 година Александър Протогеров разговаря с федералистите Филип Атанасов, Павел Христов, Ангел Василев, Христо Цветков и Крум Зографов за примирие и съвместна дейност и привличане на албанските революционери на тяхна страна (косовския албански комитет на Реджеп Митровица и Бедри Пеяни, с Хасан бей Прищина и Ахмед Зогу). Постигат съгласие да установяват ръководните си органи в Албания, за да се разграничават от управляващите среди в България. Тодор Александров скоро след това отхвърля договореностите. Федералистите канят на нова среща Александър Протогеров във Виена, но той отказва.
Александър Протогеров и Петър Чаулев не одобряват действията на Тодор Александров по време на Септемврийското въстание от 1923 година и намесата на ВМРО във вътрешната политика на Царство България. През 1924 г. генерал Протогеров заедно с Петър Чаулев и Тодор Александров, присъства на преговори с Коминтерна във Виена. Протогеров и Чаулев подписват т. нар. Майски манифест за сътрудничество с комунистическите партии на Балканите, за което двамата са упълномощени от Александров. Само три месеца след това, заедно с Александров, оттегля подписа си от манифеста, за разлика от Чаулев, а след публикуването му на 18 юли 1924 година се разграничават от него в обширно изложение. Започва търкане между Александър Протогеров и Тодор Александров, като първият участва на Струмишкия окръжен конгрес заедно с Георги Атанасов и Алеко Василев, чийто отношения с Тодор Александров са отдавна обтегнати. Въпреки това, двамата заминават за Пирин планина, където трябва да се проведе конгрес на Серския революционен окръг, но междувременно Тодор Александров е убит на 31 август 1924 година. Въпреки убийството генерал Александър Протогеров взима участие в конгреса като член на ЦК.

#### В ЦК на ВМРО с Иван Михайлов и Георги Попхристов
Въпреки че е член на ЦК на ВМРО, след убийството на Александров, Протогеров постепенно губи влиянието си в Организацията. На 3 септември 1924 година е принуден да дава обяснения пред специална следствена комисия, като заподозрян по убийството на Тодор Александров. При тези обстоятелства той подписва окръжно, с което на практика развързва ръцете за елиминирането на редица дейци на ВМРО и довело до т. нар. Горноджумайски събития. След това, в разрез с устава и правилника на ВМРО, е принуден да назначи Иван Михайлов за секретар на ЦК, както и за едноличен отговорник за Спомагателната организация на ВМРО, което го прави фактически лидер на Организацията. Малко по-късно по нареждане на Михайлов е убит третият член на ЦК – Петър Чаулев. След това, приближени на Михайлов принуждават Протогеров да се оттегли от активна обществена дейност и да емигрира. Сломен и останал без средства генералът се мести във Виена. Там той се свързва с пълномощник на унгарското правителство, което преди Първата световна война е субсидирало ВМРО, и то възстановява довоенната субсидия на Организацията. С променено самочувствие ген. Протогеров се завръща в София, където по идея на членовете на задграничното представителство решава да се върне към активна организационна дейност. Така фактически започва да се формира ново крило в Организацията, наречено „протогеровисти“.
В началото на 1925 година се свиква конгресът на ВМРО в Сърбиново, на който привържениците на Иван Михайлов правят неуспешен опит да неутрализират крилото на Александър Протогеров, който според тях остава един от подстрекателите за убийството на Тодор Александров. Въпреки това, за членове на ЦК са избрани Александър Протогеров, Георги Попхристов и Иван Михайлов. Александър Протогеров поема ръководството на Солунски, Струмишки и Серски окръг на ВМРО, но фактически инициативата във всички ръководни дейности поема Иван Михайлов, заради което отношенията между Александър Протогеров и Георги Попхристов от една страна и Иван Михайлов от друга, се обтягат.
През 1925 година Протогеров е сред ранените в организирания от комунистите атентат в църквата „Света Неделя“.
Междувременно Иван Михайлов започва преорганизация, с която цели засилване на дисциплината, премахване на четническото движение и налагане на терористични методи, на които Александър Протогеров се противопоставя. През 1925 година Иван Михайлов изпраща нареждане до пограничните пунктове на ВМРО в окупирана Македония да не влизат чети по-големи от 10 – 15 души, което е опровергано веднага след това в самостоятелно писмо на Александър Протогеров до същите пунктове, подкрепен от войводите Панчо Михайлов и Иван Бърльо, които скоро след това са убити по нареждане на Иван Михайлов. През 1925 година Александър Протогеров започва изграждането на Разузнавателна организация на ВМРО, която през 1926 година вече е факт.
В началото на юни 1926 година Александър Протогеров предприема обиколка с ревизионна чета в Македония, като идеята му е да обиколи всички революционни окръзи, но тежко се разболява и в края на месеца е принуден да се завърне в България. Заради влошеното си състояние постепенно Александър Протогеров намалява революционната си дейност, а в 1927 – 1928 година практически се налага тактиката на Иван Михайлов за действане на тройки и петорки, които извършват редица атентати в Югославия и Гърция.

#### Убийството на Александър Протогеров и нова вълна на братоубийства
През 1927 година отношенията между Александър Протогеров и Иван Михайлов започват наново да се обтягат. Александър Протогеров обвинява противника си, че самостоятелно взима решения, като пренебрегва останалите двама членове на ЦК на ВМРО. Хора от обкръжението на Протогеров изразяват мнение за преустановяване революционната дейност и търсене на нови форми на легално разрешаване на македонския въпрос. Иван Михайлов от своя страна обвинява Протогеров, че укрива информация от Разузнавателната организация и че твърде много от дейността на Протогеров се диктува от Масонската ложа, в която той членува и заема ръководен пост (велик майстор). През март 1928 година членовете на ЦК и Задграничното представителство провеждат предварителни заседания за предстоящия общ Седми конгрес на ВМРО, на който срещу Иван Михайлов застават Александър Протогеров, Георги Попхристов, Наум Томалевски, Георги Баждаров и Кирил Пърличев.
Преди началото на конгреса, по нареждане на Иван Михайлов, Александър Протогеров заедно с телохранителя си Атанас Гоцев е убит на 7 юли 1928 година на ъгъла на улиците „Екзарх Йосиф“ и „Цар Самуил“ в София. Убийците са Димитър Стефанов, Нанчо Витларов и Димитър Джузданов, като начело на акцията стои Кирил Дрангов. Погребан е в Централните софийски гробища.
На проведения дни по-късно Седми конгрес на ВМРО Михайлов прави изложение относно решението за убийството на Протогеров. Сред причините за него той сочи връзките му с противниците на ВМРО в Демократическия сговор, заявявайки, че „Протогеров се среща по 5 – 6 пъти седмично с Кимон Георгиев“. По-късно той разпространява брошури, в които обвинява генерала в корупция и предполагаемото участие в убийството на Тодор Александров.
След убийството на Протогеров се отцепва окончателно групата на „протогеровистите“, събираща всички недоволни от Иван Михайлов. Фракцията, подкрепяща Михайлов остава известна като „михайловисти“. Братоубийствените борби във ВМРО траят между 1929 и 1933 година, което довежда до отслабване и маргинализиране на организацията.
Част от личните вещи на Александър Протогеров са експонати във Военноисторическия музей в София. Неговият роднина Мартин Протогер е висш функционер във ВМРО-ДПМНЕ.
Съгражданинът на Протогеров, журналистът Петър Карчев пише:
| „ | Държанието и усмивката на Протогеров говореха, че е човек с открита душа и честна мисъл... [Протогеров] беше здрав, левент, почти винаги с весело изражение, което с необяснима сила привързваше хората към него. | “ |

Според видния български политик Никола Генадиев:
| „ | И двамата с Тодор Александров... са пламенни патриоти и добри организатори. Те се допълнят взаимно. Протогеров е с по-широк хоризонт, по-общителен, по-обществен. Александров е някак си по-недостъпен, скрит, недоверчив, фанатик. Но фанатизмът у него в обсега на революционната му дейност съвсем не пречи на общителността му. | “ |

В своите спомени унгарският дипломат Шандор Киш-Немешкери описва Протогеров като:
| „ | Човек с големи познания, говорещ чужди езици, отлично възпитан, изключително смел, с огромни организационни възможности. | “ |

## Военни звания
- Подпоручик (27 април 1887)
- Поручик (18 май 1890)
- Капитан (2 август 1894)
- Майор (1906)
- Подполковник (1911)
- Полковник (28 юли 1913)
- Генерал-майор (1 април 1917)
- Генерал-лейтенант

## Награди
- Войнишки кръст „За храброст“ III степен
- Военен орден „За храброст“ III степен 2 клас и 1 клас
- Царски орден „Св. Александър“ III степен с мечове по средата
- Народен орден „За военна заслуга“ III степен на военна лента